# Królewna Śnieżka (film 1992)
Królewna Śnieżka (niem. Schneewittchen und das Geheimnis der 7 Zwerge, czes. Sněhurka) – niemiecko-czechosłowacki film z 1992 roku w reżyserii Ludvíka Rážy oparty na podstawie baśni braci Grimm.

## Fabuła
Przed wyruszeniem na krucjatę król prosi nadwornego Błazna o opiekę nad jego córką Śnieżką. Zaraz po jego wyjeździe Królowa planuje zabicie znienawidzonej pasierbicy. Wykorzystuje w tym celu magiczne lustro – podarek od Czarnego Rycerza. Śnieżce udaje się ukryć w lesie, gdzie spotyka siedmiu krasnoludków.

## Obsada
- Natalie Minko jako Królewna Śnieżka
- Alessandro Gassman jako Andreas - błazen / książę
- Gudrun Landgrebe jako zła królowa
- Dietmar Schönherr jako król
- Lucie Vondráčková jako królowa, matka Śnieżki
- Sándor Köleséry jako czarny rycerz
- Ivan Sabijak jako pierwszy krasnal (głos: Peter Matić)
- Igor Sanikov jako drugi krasnal
- Nikolai Misyura jako trzeci krasnal
- Aťka Janoušková jako czwarty krasnal
- Imre Schnellert jako piąty krasnal
- Janos Petrowski jako szósty krasnal
- Atilla Vega jako siódmy krasnal
- Eberhard Feik jako ksiądz
- Martin Růžek jako Hofmeister
- Daniel Rous jako Harald Ritter
- Jaroslav Luks jako biały rycerz
- Barbora Srncová jako pokojówka
- Václav Kotva jako Nauczyciel Münch